# Умтул
Умту́л (каз. Ұмтыл) — село у складі Каратальського району Жетисуської області Казахстану. Входить до складу Балпицького сільського округу.
Населення — 199 осіб (2021; 216 у 2009, 188 у 1999, 245 у 1989).